# انبعاثات غازات الاحتباس الحراري

انبعاثات غازات الدفيئة السنوية للفرد (ارتفاع الأعمدة الرأسية) ولكل بلد (المنطقة داخل القضبان العمودية)

في البلدان ذات الانبعاثات الأعلى، تختلف اتجاهات الانبعاثات في العقود الأخيرة أحيانًا عن الاتجاهات التاريخية طويلة المدى.

انبعاثات غازات الاحتباس الحراري (Greenhouse gas emissions) من الأنشطة البشرية التي تعزز تأثير الاحتباس الحراري، مما يتسبب في تغير المناخ. معظمها عبارة عن ثاني أكسيد الكربون الناتج عن حرق الوقود الأحفوري: الفحم والنفط والغاز الطبيعي. وتشمل أكبر مصادر الانبعاث الفحم في الصين وشركات النفط والغاز الكبيرة، والعديد منها مملوك للدولة من قبل أوبك وروسيا. أدت الانبعاثات التي يتسبب فيها الإنسان إلى زيادة ثاني أكسيد الكربون في الغلاف الجوي بنحو 50٪ عن مستويات ما قبل الثورة الصناعية. تفاوتت المستويات المتزايدة للانبعاثات، لكنها كانت متسقة بين جميع غازات الدفيئة. بلغ متوسط الانبعاثات في عقد 2010، 56 مليار طن سنويًا، أعلى من أي وقت مضى.
يعتبر توليد الكهرباء ونقلها من المصادر الرئيسية للانبعاثات، وأكبر مصدر منفرد هو محطات الطاقة التي تعمل بالفحم والتي تحتوي على 20٪ من غازات الدفيئة. تؤدي أيضًا إزالة الغابات والتغيرات الأخرى في استخدام الأراضي إلى انبعاث ثاني أكسيد الكربون والميثان. أكبر مصدر لانبعاثات الميثان البشرية المنشأ هو الزراعة، تليها تنفيس الغاز والانبعاثات المنفلتة من صناعة الوقود الأحفوري. أكبر مصدر للميثان الزراعي هو الماشية. تفرز التربة الزراعية أكسيد النيتروز جزئياً بسبب الأسمدة. وبالمثل، تلعب الغازات المفلورة الناتجة عن المبردات دورًا كبيرًا في إجمالي الانبعاثات البشرية.
بمعدلات الانبعاث الحالية التي يبلغ متوسطها ستة أطنان ونصف لكل شخص سنويًا، قد تكون درجات الحرارة قد زادت بمقدار 1.5 قبل عام 2030 درجة مئوية (2.7 درجة فهرنهايت) فوق مستويات ما قبل الصناعة، وهو الحد الأقصى لدول مجموعة السبع والحد الطموح لاتفاقية باريس.

## القياسات والحسابات

، الإجمالي حسب البلد، وليس بحسب نصيب الفرد (بيانات 2017)

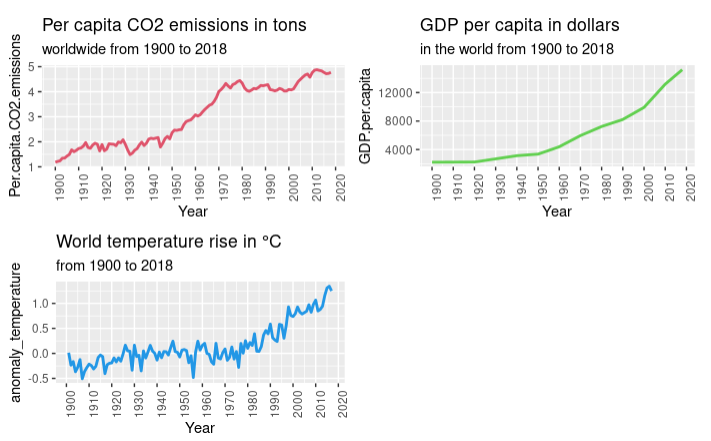
البيانات من:[https://ourworldindata.org/grapher/co-emissions-per-capita?tab=chart

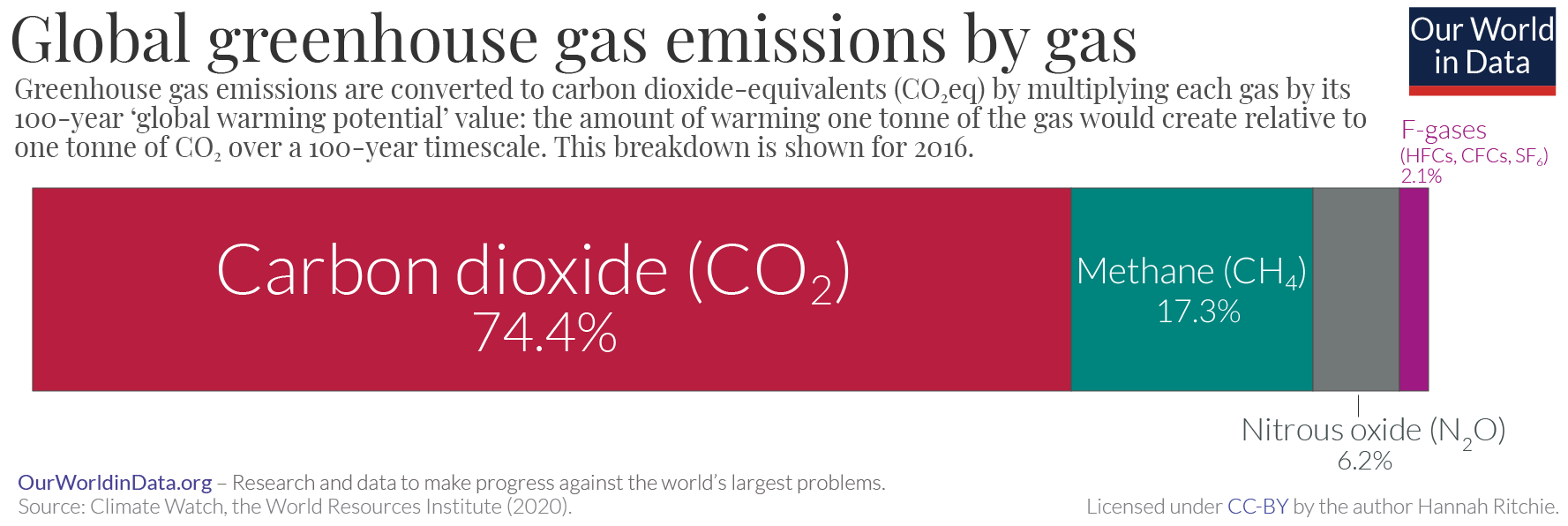
انبعاثات غازات الدفيئة العالمية عن طريق الغاز

تبلغ انبعاثات غازات الدفيئة العالمية حوالي 50 غيغا طن سنويًا (6.6 طن لكل شخص) وتم تقديرها لعام 2019 بـ 57 غيغا طن من مكافئ ثاني أكسيد الكربون بما في ذلك 5 غيغا طن بسبب تغير استخدام الأراضي. في عام 2019، جاء ما يقرب من 34٪ (20 غيغا طن من ثاني أكسيد الكربون) من إجمالي صافي انبعاثات غازات الدفيئة البشرية المنشأ من قطاع إمداد الطاقة، و 24٪ (14 غيغا طن من مكافئ ثاني أكسيد الكربون) من الصناعة، و 22٪ (13 غيغا طن من مكافئ ثاني أكسيد الكربون) من الزراعة والحراجة وغيرها. استخدام الأراضي (AFOLU)، 15٪ (8.7 غيغا طن من مكافئ ثاني أكسيد الكربون) من النقل و 6٪ (3.3 غيغا طن من مكافئ ثاني أكسيد الكربون) من المباني.
ثاني أكسيد الكربون (CO2)، أكسيد النيتروز (N2O)، الميثان، ثلاث مجموعات من الغازات المفلورة (سادس فلوريد الكبريت (SF6)، ومركبات الكربون الهيدروفلورية (HFCs) والمركبات الكربونية الفلورية المشبعة (PFCs) هي غازات الاحتباس الحراري الرئيسية البشرية المنشأ، ويتم تنظيمها بموجب اتفاقية باريس.:147
على الرغم من أن مركبات الكربون الكلورية فلورية عبارة عن غازات دفيئة، إلا أن بروتوكول مونتريال ينظمها، والذي كان الدافع وراءه مساهمة مركبات الكربون الكلورية فلورية في استنفاد الأوزون بدلاً من مساهمتها في ظاهرة الاحتباس الحراري. لاحظ أن استنفاد الأوزون ليس له سوى دور ثانوي في الاحتباس الحراري، على الرغم من الخلط بين العمليتين في بعض الأحيان في وسائل الإعلام. في عام 2016، توصل مفاوضون من أكثر من 170 دولة اجتمعوا في قمة برنامج الأمم المتحدة للبيئة إلى اتفاق ملزم قانونًا للتخلص التدريجي من مركبات الكربون الهيدروفلورية (HFCs) في تعديل كيغالي لبروتوكول مونتريال.
هناك عدة طرق لقياس انبعاثات غازات الاحتباس الحراري. تتضمن بعض المتغيرات التي تم الإبلاغ عنها ما يلي:
- تعريف حدود القياس: يمكن أن تُعزى الانبعاثات جغرافياً إلى المنطقة التي انبعثت منها (مبدأ الإقليم) أو من خلال مبدأ النشاط إلى المنطقة التي أنتجت الانبعاثات. ينتج عن هذين المبدأين مجاميع مختلفة عند قياس، على سبيل المثال، استيراد الكهرباء من بلد إلى آخر، أو الانبعاثات في مطار دولي.
- الأفق الزمني للغازات المختلفة: يتم الإبلاغ عن مساهمة غازات دفيئة معينة كمكافئ CO2 تأخذ العملية الحسابية لتحديد ذلك في الاعتبار المدة التي يظل فيها هذا الغاز في الغلاف الجوي. هذا ليس دائما معروفا بدقة ويجب تحديث الحسابات بانتظام لتعكس المعلومات الجديدة.
- بروتوكول القياس نفسه: قد يكون ذلك عن طريق القياس المباشر أو التقدير. الطرق الأربعة الرئيسية هي الطريقة القائمة على عامل الانبعاث، وطريقة توازن الكتلة، وأنظمة مراقبة الانبعاثات التنبؤية، وأنظمة المراقبة المستمرة للانبعاثات. تختلف هذه الطرق من حيث الدقة والتكلفة وسهولة الاستخدام. من المتوقع أن تكشف المعلومات العامة المستمدة من القياسات الفضائية لثاني أكسيد الكربون بواسطة تتبع المناخ عن نباتات كبيرة فردية قبل مؤتمر الأمم المتحدة لتغير المناخ في عام 2021.[16]

تستخدم هذه التدابير أحيانًا من قبل البلدان لتأكيد مختلف السياسات / المواقف الأخلاقية بشأن تغير المناخ.:94يؤدي استخدام مقاييس مختلفة إلى نقص في القابلية للمقارنة، وهو ما يمثل مشكلة عند رصد التقدم نحو الأهداف. هناك حجج لاعتماد أداة قياس مشتركة، أو على الأقل تطوير الاتصال بين الأدوات المختلفة.
يمكن تتبع الانبعاثات على مدى فترات زمنية طويلة، تُعرف بقياسات الانبعاثات التاريخية أو التراكمية. توفر الانبعاثات التراكمية بعض المؤشرات على المسئول عن تراكم تركيز غازات الاحتباس الحراري في الغلاف الجوي.:199
يتتبع ميزان الحسابات القومية الانبعاثات بناءً على الفرق بين صادرات وواردات الدولة. بالنسبة للعديد من الدول الغنية، يكون الميزان سلبيًا لأن البضائع المستوردة أكثر مما يتم تصديرها. ترجع هذه النتيجة في الغالب إلى حقيقة أنه من الأرخص إنتاج السلع خارج البلدان المتقدمة، مما يؤدي إلى زيادة اعتماد البلدان المتقدمة على الخدمات وليس السلع. يعني وجود رصيد إيجابي في الحساب أن المزيد من الإنتاج كان يحدث داخل بلد ما، لذا فإن المزيد من المصانع العاملة سيزيد من مستويات انبعاث الكربون.
يمكن أيضًا قياس الانبعاثات عبر فترات زمنية أقصر. يمكن، على سبيل المثال، قياس التغيرات في الانبعاثات مقابل سنة الأساس 1990. وقد تم استخدام عام 1990 في اتفاقية الأمم المتحدة الإطارية بشأن تغير المناخ (UNFCCC) كسنة أساس للانبعاثات، ويستخدم أيضًا في بروتوكول كيوتو (بعض الغازات هي يقاس أيضًا من عام 1995).:146, 149يمكن أيضًا الإبلاغ عن انبعاثات بلد ما كنسبة من الانبعاثات العالمية لسنة معينة.
قياس آخر هو نصيب الفرد من الانبعاثات. هذا يقسم إجمالي الانبعاثات السنوية لبلد ما على عدد سكانها في منتصف العام.:370 قد يعتمد نصيب الفرد من الانبعاثات على الانبعاثات التاريخية أو السنوية.:106–107
في حين تُعتبر المدن أحيانًا مساهمًا غير متناسب في الانبعاثات، تميل انبعاثات الفرد في المدن إلى أن تكون أقل من المتوسطات في بلدانها.
بمعدلات الانبعاث الحالية، قد تكون درجات الحرارة قد زادت بمقدار 1.5 قبل عام 2030 درجة مئوية (2.7 درجة فهرنهايت) فوق مستويات ما قبل الصناعة، وهو الحد الأقصى لدول مجموعة السبع والحد الطموح لاتفاقية باريس.

## مصادر

الحديثة من حرق الوقود الأحفوري.

## الانبعاثات حسب القطاع

انبعاثات غازات الاحتباس الحراري حسب القطاع الاقتصادي وفقًا لتقرير التقييم الخامس للهيئة الحكومية الدولية المعنية بتغير المناخ

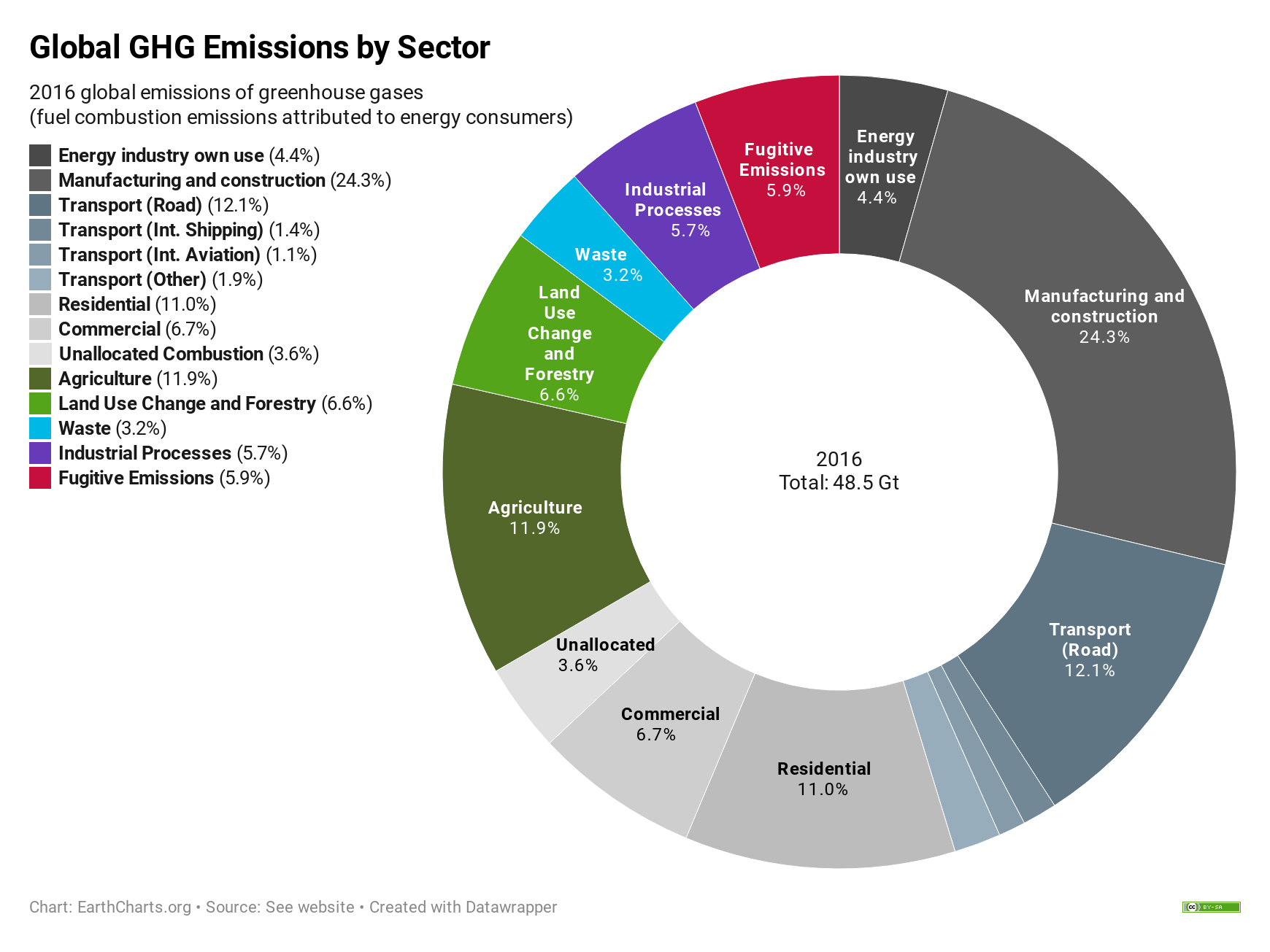
2016 انبعاثات غازات الاحتباس الحراري العالمية حسب القطاع. يتم حساب النسب المئوية من الانبعاثات العالمية المقدرة لجميع غازات كيوتو الدفيئة، محولة إلى كميات مكافئة.

### القطاع الرقمي

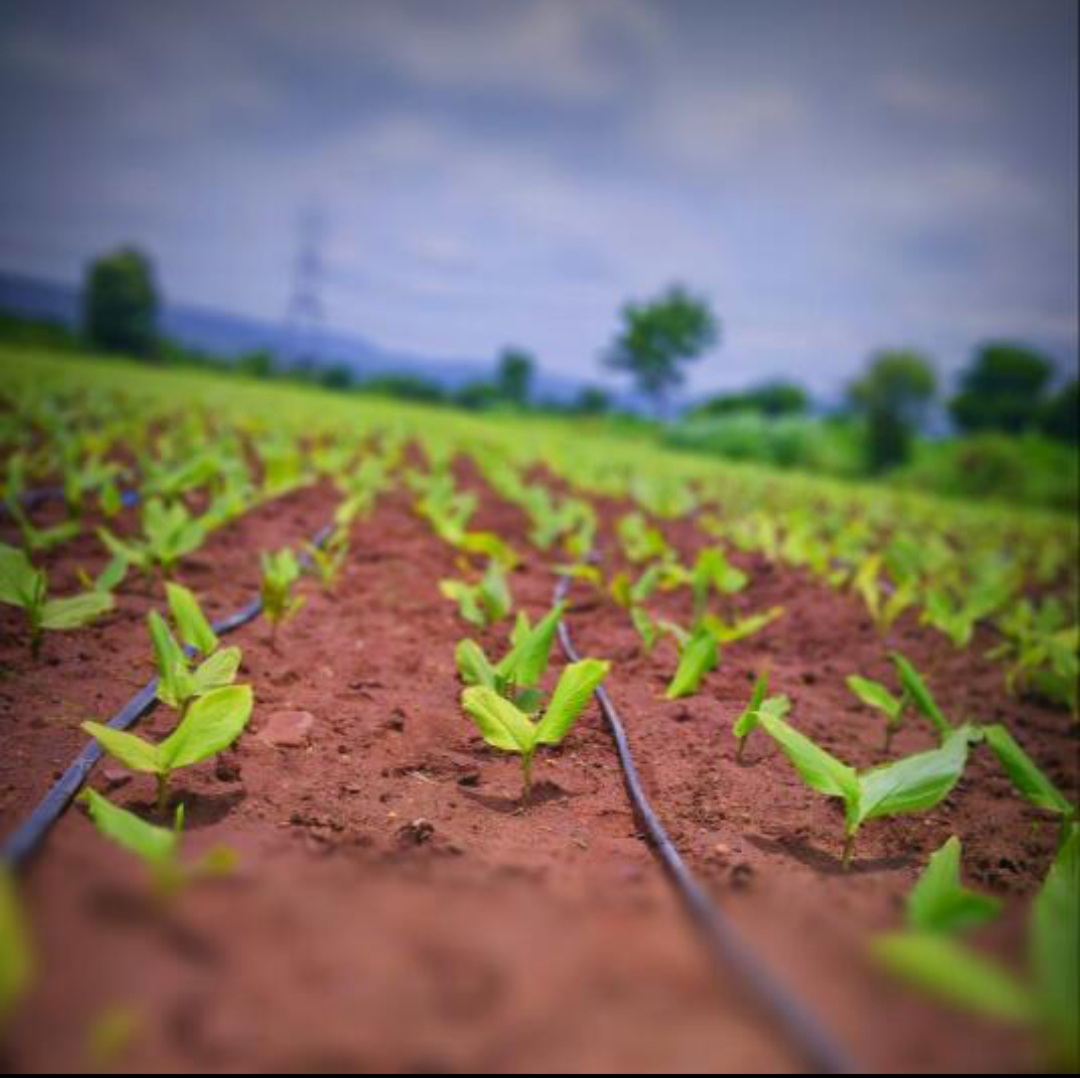
الري بالتنقيط يوفر المياه لمحصول الكركم.

### توليد الكهرباء

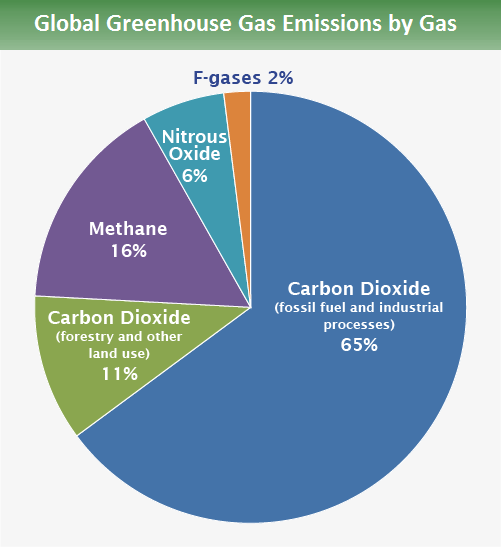
انبعاثات غازات الدفيئة العالمية بالغاز.

### إزالة الغابات

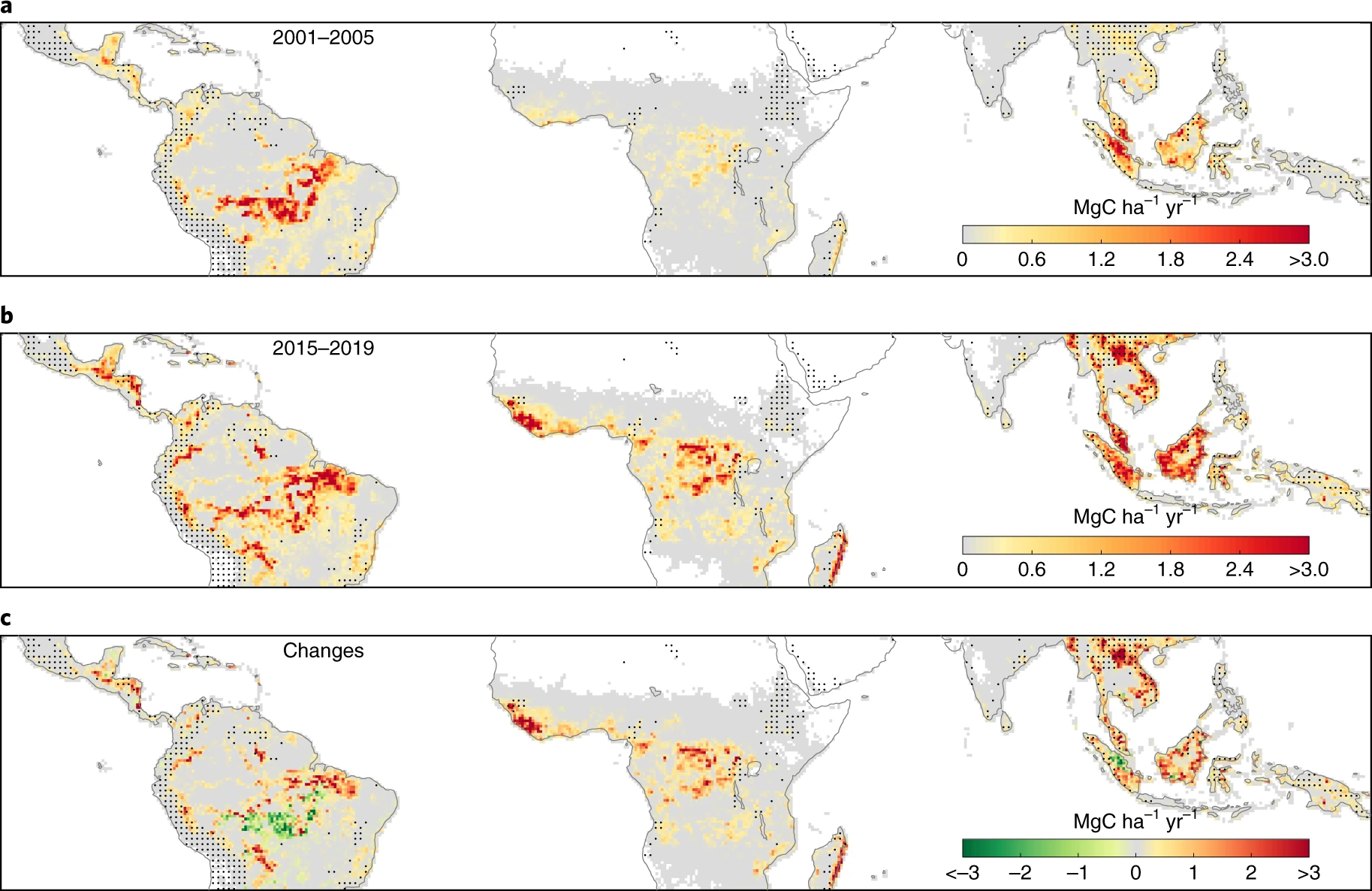
متوسط فقدان الكربون السنوي من إزالة الغابات المدارية.

### من تغيير استخدامات الأراضي

قدمت أمريكا اللاتينية وجنوب شرق آسيا وأفريقيا وجزر المحيط الهادئ مساهمات كبيرة في تغير استخدام الأراضي في الانبعاثات. توضح منطقة المستطيلات إجمالي الانبعاثات لتلك المنطقة.

### الانبعاثات التراكمية والتاريخية

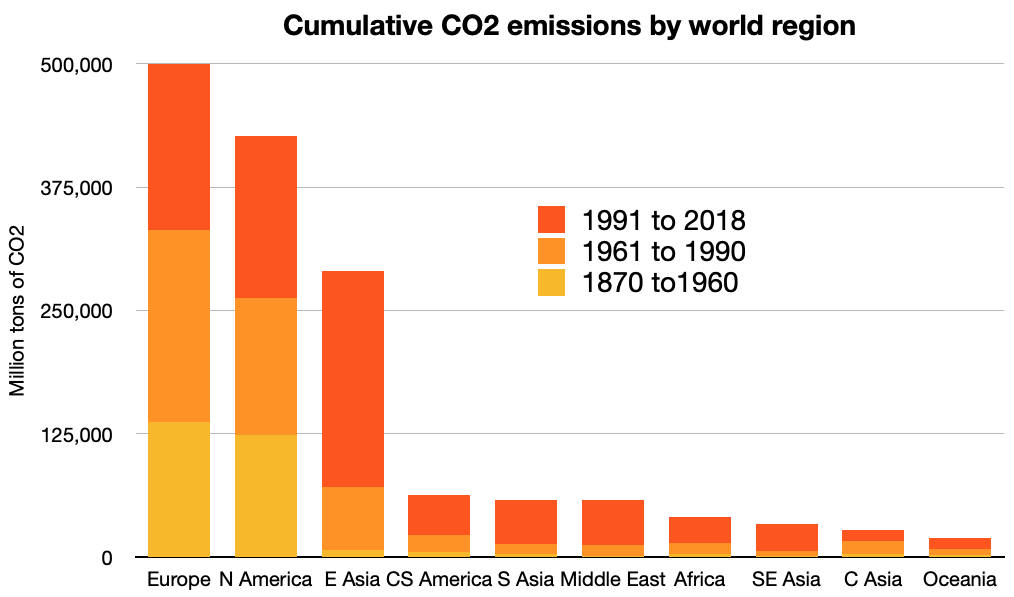
انبعاثات ثاني أكسيد الكربون التراكمية حسب منطقة العالم

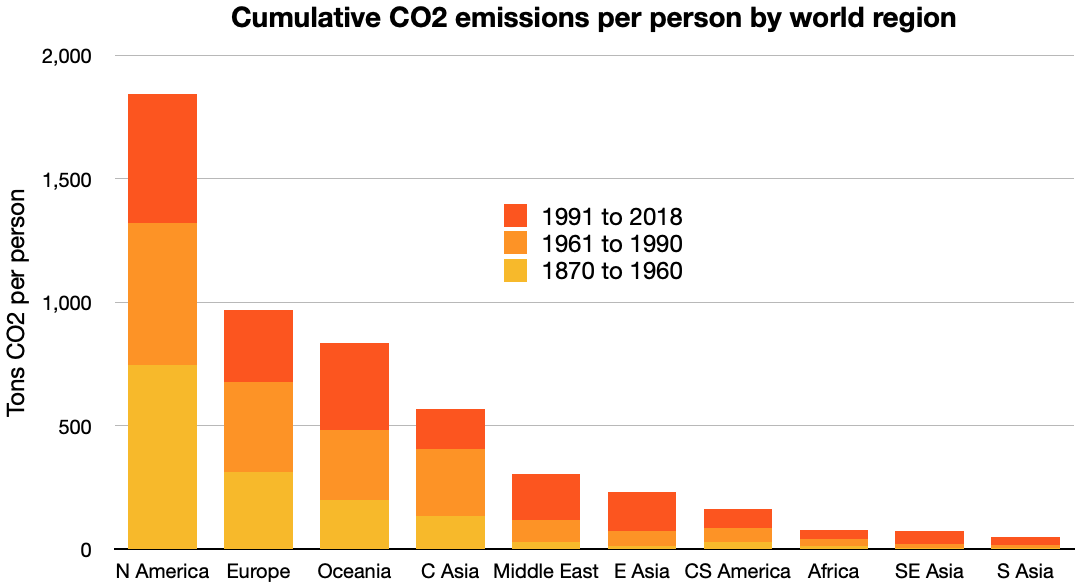
الانبعاثات التراكمية لكل شخص حسب منطقة العالم في 3 فترات زمنية

انبعاثات ثاني أكسيد الكربون حسب المصدر منذ عام 1880

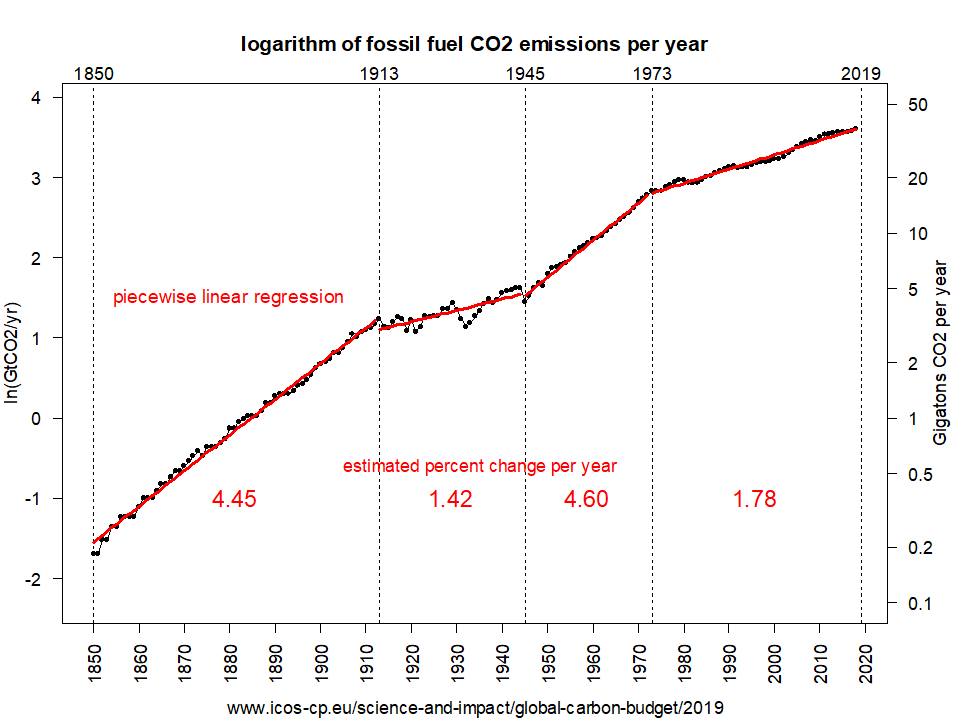
الوقود الأحفوري على مقياس لوغاريتمي (طبيعي وقاعدة 10)

### الانبعاثات السنوية

انبعاثات ثاني أكسيد الكربون مقابل الناتج المحلي الإجمالي

### أعلى الدول المصدرة للانبعاثات

أكبر 40 دولة تطلق جميع غازات الاحتباس الحراري، والتي تظهر كل من تلك المشتقة من جميع المصادر بما في ذلك تطهير الأراضي والحراجة وكذلك مكون باستثناء تلك المصادر. يتم تضمين الأرقام نصيب الفرد.. لاحظ أن إندونيسيا والبرازيل تظهران أعلى بكثير من الرسوم البيانية التي تظهر ببساطة استخدام الوقود الأحفوري.